# Фурнье-Сарловезе, Робер
Робер Фурнье-Сарловезе (фр. Robert Fournier-Sarlovèze; 14 января 1869, Париж — 18 июля 1937, Компьень) — французский игрок в поло, бронзовый призёр летних Олимпийских игр 1900.
На Играх Фурнье-Сарловезе входил в состав второй смешанной команды, которая сразу прошла в полуфинал, но проиграла там первой смешанной сборной. Несмотря на это, он заняла третье место и выиграла бронзовые медали.